# Francisco Figueroa
Francisco Aníbal “Quito” Figueroa, (Mendoza, ca. 1940-Ciudad de Buenos Aires, 9 de marzo de 2020), fue un cantante de música folklórica de Argentina, con registro de bajo. Ingresó al grupo Los Trovadores en 1967 y se retiró en 1978, para volver a ingresar en 1982, siendo desde entonces líder y arreglador del conjunto, a partir de la etapa de retorno a la democracia en ese país.

## Trayectoria
Los Trovadores son uno de los grupos que se destacaron por influir profundamente en la música folklórica de Argentina durante la década de 1960, consagrándose en el Festival de Cosquín en 1963.
Quito Figueroa se integró al grupo en 1967, simultáneamente con el ingreso de Damián Sánchez, quien trajo nuevos arreglos y estilos. 
Figueroa se retiró del grupo en 1978, pero volvió en 1982, luego de que se retiraran "Pancho" Romero y Carlos Pino, miembros originales y voces emblemáticas de Los Trovadores. Apareció entonces un nuevo quinteto formado por "Quito" Figueroa, Ramón "Chiquito" Catramboni, Miguel Ángel Aguirre (luego reemplazado por Poppy Scalisi), Enzo Giraudo y Carlos Fredi. En esta etapa el grupo cambió el cancionero incorporando temas vinculados el contenido de recuperación de la democracia y a formas renovadas de la interpretación del folklore. Graban los álbumes Todavía cantamos (1982), Imagínalo (1983), Pequeñas historias (1985) y José Pedroni (1989), este último musicalizando poemas del poeta argentino José Pedroni, y la participación de Antonio Tarragó Ros, Carlos Carella, Enrique Llopis y Silvina Garré.
En la década de 1990, bajo la dirección de Quito Figueroa, el grupo se renueva completamente con el ingreso de José Vieytes, Osvaldo Navarro, Alejandro Cecarelli y Javier Corte.

## Obra

### Álbumes

#### Con Los Trovadores
1. Los Trovadores, CBS, 1968
2. Música en folklore, CBS, 1969
3. Cuando tenga la tierra, CBS, 1972
4. Las voces de los pájaros de Hiroshima, CBS, 1975
5. Los pueblos de gesto antiguo, CBS, 1978
6. Todavía cantamos, CBS, 1982
7. Imagínalo, CBS, 1983
8. Pequeñas historias, CBS, 1985
9. José Pedroni, Redondel, 1989